# Bretagne Classic 2021
La  Bretagne Classic 2021 est la 85e édition de cette course cycliste masculine sur route. Elle a lieu le 29 août 2021 dans le Morbihan, en France, et fait partie du calendrier UCI World Tour 2021 en catégorie 1.UWT.

## Présentation

### Équipes
La Bretagne Classic faisant partie du calendrier de l'UCI World Tour, les dix-neuf « UCI WorldTeam » ont le devoir de participer. 
Les formations Alpecin-Fenix et Arkéa-Samsic, premiers au classement de l'UCI Europe Tour 2020, sont qualifiées automatiquement. Enfin, l'organisation invite cinq autres formations.
| WorldTeams (19)- AG2R Citroën Team - Astana-Premier Tech - Bahrain Victorious - Bora-Hansgrohe - Cofidis - Deceuninck-Quick Step - EF Education-Nippo - Groupama-FDJ - Ineos Grenadiers - Intermarché-Wanty-Gobert Matériaux - Israel Start-Up Nation - Jumbo-Visma - Lotto Soudal - Movistar Team - Team BikeExchange - Team DSM - Qhubeka NextHash - Trek-Segafredo - UAE Team Emirates ProTeams (5)- Arkéa-Samsic - B&B Hotels p/b KTM - Delko - TotalEnergies - Burgos-BH |
| |

. Le mercredi 25 août, l'équipe Bahrein annonce son forfait à la course en raison de cas contacts liés au Covid19.

### Favoris
Les deux grands favoris au départ de la course sont le Slovène Tadej Pogačar (UAE) et le Français champion du monde Julian Alaphilippe (Deceuninck-Quick Step). Parmi les outsiders, les noms du Belge Jasper Stuyven (Trek-Segafredo), des Français Benoît Cosnefroy (AG2R Citroën), Anthony Turgis (Total Direct Energy) et Valentin Madouas (Groupama-FDJ), de l'Espagnol Iván García Cortina (Movistar), du Néerlandais Ide Schelling (Bora Hansgrohe) et du Kazakh Alexey Lutsenko (Astana) sont le plus souvent cités.

## Déroulement de la course
Dès les premiers kilomètres de la course, quatre coureurs se dégagent du peloton. Il s'agit des Belges Sébastien Grignard (Lotto Soudal) et Quinten Hermans (Intermarché-Wanty-Gobert), du Français Alexis Gougeard (AG2R Citroën) et de l'Italien Alessandro De Marchi (Israel-Start Up). À une centaine de kilomètres de l'arrivée, ce quatuor possède une avance de six minutes sur le peloton. Cet avantage commence alors à décroître et le groupe de tête perd successivement Grignard puis Gougeard. Le duo de tête compte encore environ 2'45" d'avance sur le peloton à 60 km du terme lorsque quatre hommes contre-attaquent et s'extirpent du peloton à la faveur du passage sur le gravel de Saoutalarin. Ces quatre coureurs partis en contre-attaque sont le champion du monde français Julian Alaphilippe, son coéquipier danois de l'équipe Deceuninck-Quick Step Mikkel Honoré, le Slovène Tadej Pogačar (UAE) et le Français Benoît Cosnefroy (AG2R Citroën). À 45 kilomètres de l'arrivée, Pogačar ne peut suivre Alaphilippe, Honoré et Cosnefroy qui se rapprochent du duo de tête. Mais, à l'avant, Hermans est lâché par De Marchi qui continue seul en tête. L'Italien est toutefois repris par le groupe Alaphilippe à 32 kilomètres du but puis est distancé quelques kilomètres plus loin. Le trio de tête Alaphilippe, Honoré, Cosnefroy maintient une avance d'une minute d'avance sur un peloton muselé par les équipiers Deceuninck-Quick Step d'Alaphilippe et Honoré. Dans le final, Cosnefroy essaie de lâcher ses compagnons d'échappée mais en vain. Alors que l'écart avec le peloton se réduit fortement, le sprint est lancé par Benoît Cosnefroy qui parvient à maintenir un écart suffisant sur Alaphilippe pour franchir la ligne d'arrivée en vainqueur.

## Classement de la course
| \| Classement général \| Classement général \| Classement général \| Classement général \| Classement général \| \| Coureur \| Coureur \| Pays \| Équipe \| Temps \| \| ------------------ \| ------------------ \| ------------------ \| --------------------- \| ------------------ \| \| 1er \| Benoît Cosnefroy \| France \| AG2R Citroën Team \| 5 h 59 min 56 s \| \| 2e \| Julian Alaphilippe \| France \| Deceuninck-Quick Step \| + 0 s \| \| 3e \| Mikkel Honoré \| Danemark \| Deceuninck-Quick Step \| + 3 s \| \| 4e \| Ethan Hayter \| Royaume-Uni \| Ineos Grenadiers \| + 13 s \| \| 5e \| Connor Swift \| Royaume-Uni \| Arkéa-Samsic \| + 13 s \| \| 6e \| Franck Bonnamour \| France \| B&B Hotels p/b KTM \| + 13 s \| \| 7e \| Jasper Stuyven \| Belgique \| Trek-Segafredo \| + 13 s \| \| 8e \| Valentin Madouas \| France \| Groupama-FDJ \| + 13 s \| \| 9e \| Quentin Pacher \| France \| B&B Hotels p/b KTM \| + 16 s \| \| 10e \| Giacomo Nizzolo \| Italie \| Qhubeka NextHash \| + 17 s \| |                    |             |                       |                 |
| |                    |             |                       |                 |
| Source : ProCyclingStats |                    |             |                       |                 |
| Classement général |                    |             |                       |                 |
| Coureur | Coureur            | Pays        | Équipe                | Temps           |
| 1er | Benoît Cosnefroy   | France      | AG2R Citroën Team     | 5 h 59 min 56 s |
| 2e | Julian Alaphilippe | France      | Deceuninck-Quick Step | + 0 s           |
| 3e | Mikkel Honoré      | Danemark    | Deceuninck-Quick Step | + 3 s           |
| 4e | Ethan Hayter       | Royaume-Uni | Ineos Grenadiers      | + 13 s          |
| 5e | Connor Swift       | Royaume-Uni | Arkéa-Samsic          | + 13 s          |
| 6e | Franck Bonnamour   | France      | B&B Hotels p/b KTM    | + 13 s          |
| 7e | Jasper Stuyven     | Belgique    | Trek-Segafredo        | + 13 s          |
| 8e | Valentin Madouas   | France      | Groupama-FDJ          | + 13 s          |
| 9e | Quentin Pacher     | France      | B&B Hotels p/b KTM    | + 16 s          |
| 10e | Giacomo Nizzolo    | Italie      | Qhubeka NextHash      | + 17 s          |